# Gavril Cosma
Gavril Cosma (n. 1866, Beiuș, județul Bihor – d. secolul al XX-lea) a fost un deputat în Marea Adunare Națională de la Alba Iulia, organismul legislativ reprezentativ al „tuturor românilor din Transilvania, Banat și Țara Ungurească”, cel care a adoptat hotărârea privind Unirea Transilvaniei cu România, la 1 decembrie 1918.:p.103

## Biografie
Gavril Cosma a absolvit Academia de Drept din Oradea. Acesta a fost avocat, remarcându-se printr-o intensă activitate pe plan național. În 1918 a fost delegat al Casinei Române Beius (adunare a negustorilor, care ulterior a evoluat într-o instituție de cultură). Gavril Cosma și-a continuat în paralel și profesia de avocat, iar ulterior a fost ales senator, rămânând și președinte al Casinei Române din Beiuș.

## Activitatea politică

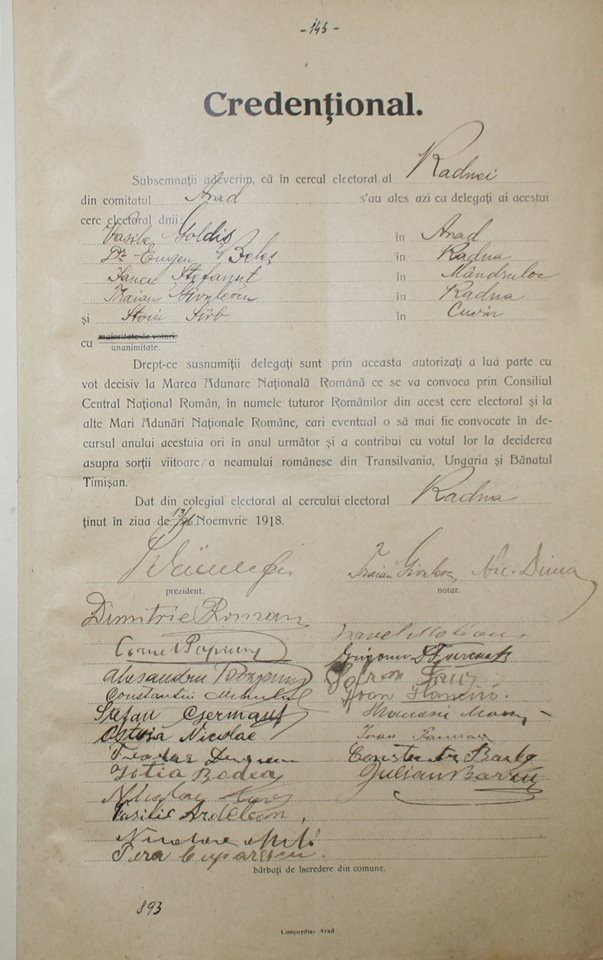
Credențional

A fost ales delegat al Casinei Române Beiuș  la Marea Adunare Națională de la Alba-Iulia, unde a votat unirea Ardealului cu România, la 1 decembrie 1918.